# Гурриел, Лурдес
Лурдес Гурриел Дельгадо (исп. Lourdes Gourriel Delgado, 9 марта 1957, Санкти-Спиритус) — кубинский бейсболист, игрок первой базы. Чемпион Олимпийских игр 1992 года. Шестикратный чемпион мира.

## Карьера
Спортивную карьеру Лурдес Гурриел начал в 1976 году в составе клуба «Асукарерос», выступавшего в Кубинской национальной серии. По итогам сезона 1976/77 он был признан Лучшим новичком года в лиге. В 1979 году он дебютировал за сборную Кубы в Межконтинентальном кубке. В 1980 году Гурриел отбил хит, принёсший сборной Кубы победу над командой США со счётом 5:4 и первое место в Мировой любительской серии (в 1988 году этот турнир стал называться чемпионатом мира). 
В 1988 году на чемпионате мира в Риме Гурриел вошёл в сборную всех звёзд турнира. Его показатель отбивания составил 50 %. Также он выбил два хоум-рана в играх против сборной США, один из которых сравнял счёт в девятом иннинге финального матча. В 1989 году Лурдес также вошёл в сборную звёзд Межконтинентального кубка и был признан самым ценным игроком турнира.
На Олимпиаде в Барселоне Гурриел выходил пятым отбивающим сборной Кубы во всех девяти матчах. Он отбивал с показателем 40 %, а также сделал 10 RBI. Также Гурриел был признан лучшим игроком турнира на позиции игрока первой базы, обойдя будущую звезду МЛБ Джейсона Джамби. 
На чемпионате мира в 1994 году в возрасте 37-и лет Лурдес был признан самым ценным игроком. В десяти матчах он выбил четыре хоум-рана, сделал 18 RBI, а показатель отбивания составил 42,9 %. 
После завершения карьеры игрока он занялся тренерской деятельностью. Под его руководством команда «Сентралес» выиграла чемпионат в 2003 году. Также Гурриел работал в клубе «Санкти-Спиритус», где играли его сыновья Юли Гурриел и Лурдес Гурриел-младший. В 2005 и 2009 годах Лурдес возглавлял сборную Кубы на чемпионате мира и в матчах Мировой бейсбольной классики соответственно. Также он два года работал в Никарагуа.